# Pfarrkirche Erla

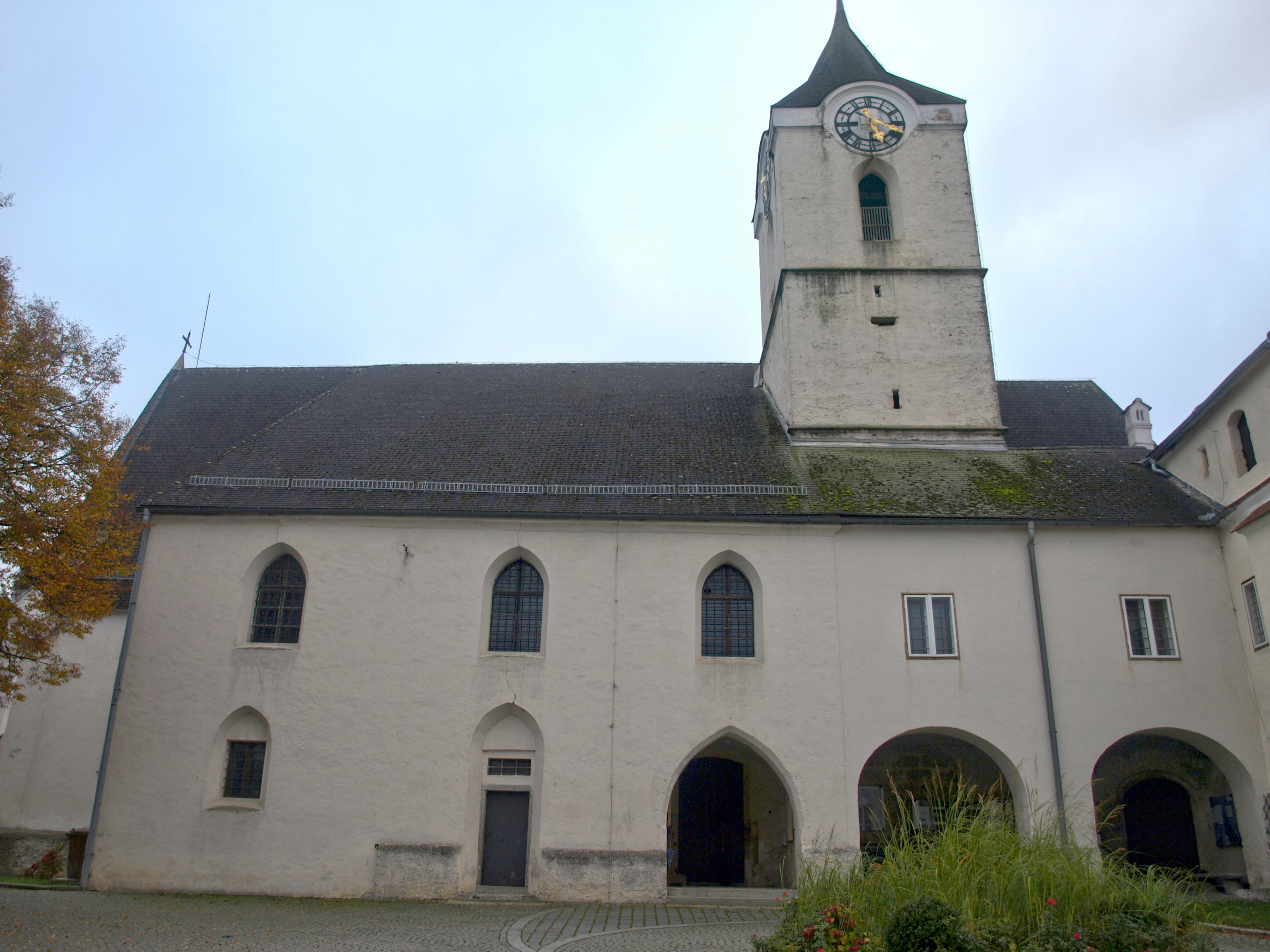
Katholische Pfarrkirche Hll. Peter und Paul in Erla

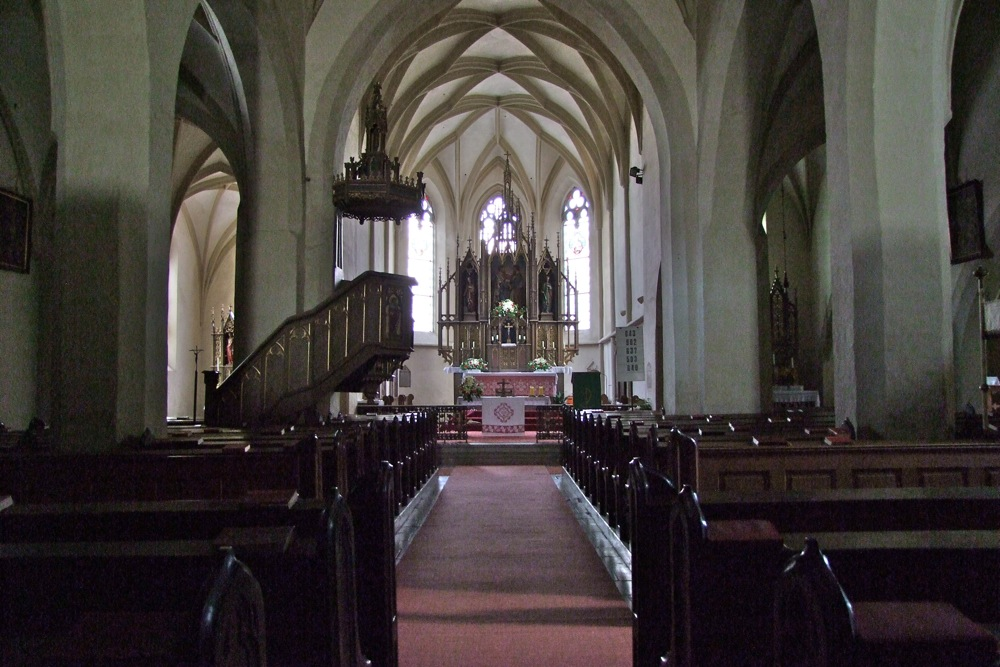
Mittelschiff, Blick zum Chor

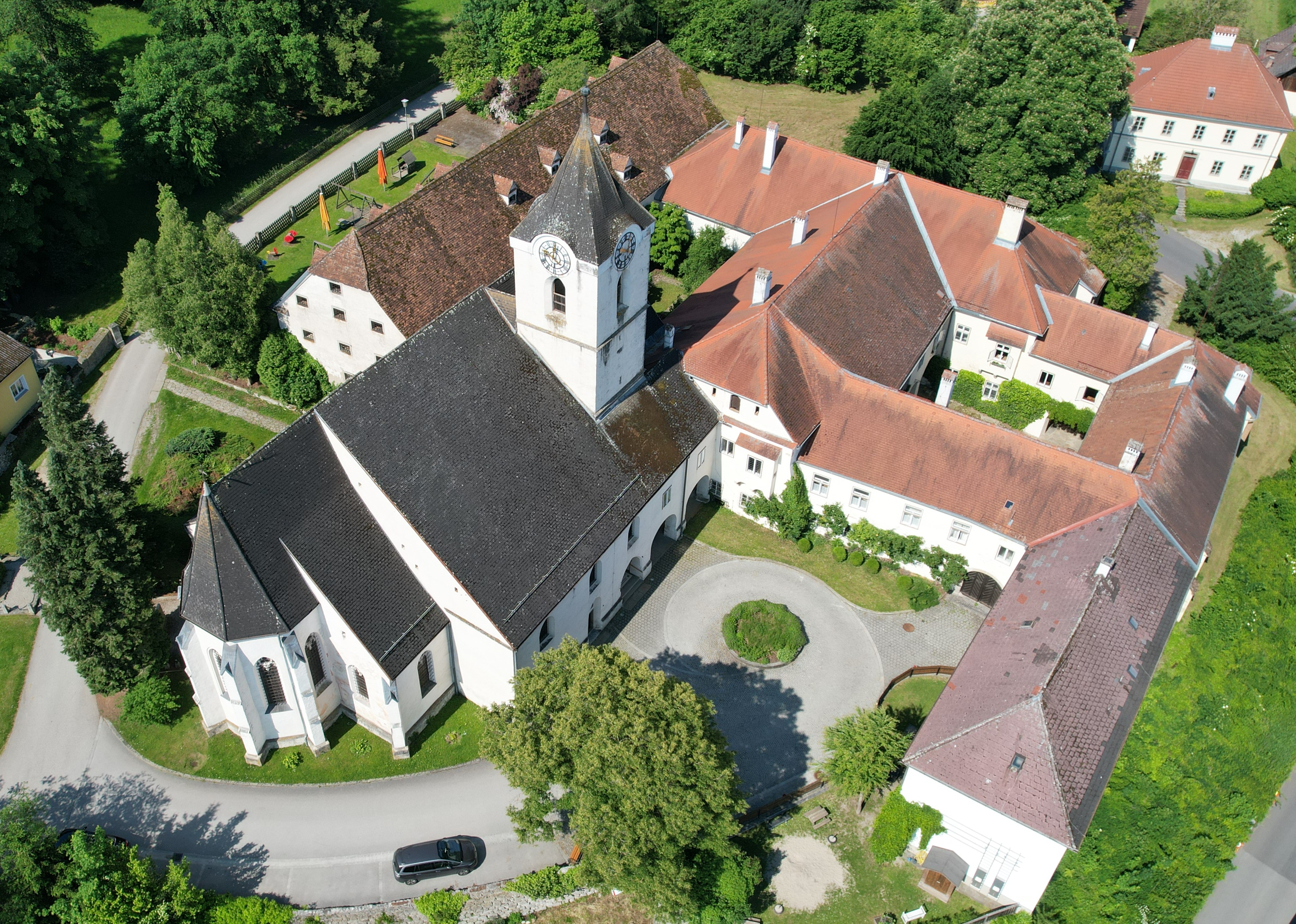
Pfarrkirche Erla und Schloss Erla

Die Pfarrkirche Erla steht im Ort Erla in der Gemeinde St. Pantaleon-Erla im Bezirk Amstetten in Niederösterreich. Die den heiligen Peter und Paul geweihte römisch-katholische Pfarrkirche gehört zum Dekanat Haag in der Diözese St. Pölten. Die Kirche steht unter Denkmalschutz (Listeneintrag).

## Geschichte der Pfarre
Die Pfarre wurde um 1050 gegründet.
Bis ins erste Drittel des 17. Jahrhunderts diente die 1483 eingeweihte Kirche hl. Thomas in der Moosau nahe dem Donauufer als Pfarrkirche. Diese Kirche wurde 1786 profaniert, letzte Reste im Jahr 1965 beim Umbau in ein Wohnhaus demoliert. Der genaue Zeitraum, in dem die Thomaskirche als Pfarrkirche verwendet wurde, ist umstritten. Einerseits ist unklar, ob es sich 1483 um einen völligen Neubau handelte oder ob es an dieser Stelle bereits einen Vorgängerbau gegeben hatte, andererseits werden unterschiedliche Jahre diskutiert (1583, 1624, 1627), an denen die Kirche des Erlaklosters (wieder) zur Pfarrkirche erklärt worden sein könnte.

## Geschichte der Pfarrkirche
Die ehemalige Klosterkirche wurde im 15. Jahrhundert von den Äbtissinnen Elisabeth von Eitzing und Agatha von Tannberg neu erbaut. Die Kirche wurde 1862 regotisiert. 1976 erfolgte eine Restaurierung.

## Architektur
Die spätgotische Staffelkirche mit einem asymmetrischen Staffelchor ist baulich mit dem ehemaligen Benediktinerinnenkloster und heutigen Schloss Erla verbunden. Sie verfügt über einen umbauten Turm am Westende des nördlichen Seitenschiffes und seitliche Anbauten.
Der kompakte von Anbauten umschlossene Kirchenbau unter einem steilen Satteldach mit einem durchlaufenden First zeigt sich teils mit Quadermauerwerk mit neugotischen zweibahnigen Maßwerkfenstern aus 1862 im Mittelchor ohne Pfosten. Die Kirche hat schlichte Rechteckportale. Der westliche Bereich ist in das Kloster eingebunden, vom Langhaus ist nur südseitig eine zurückversetzte Langhaussüdwand mit dem Südportal und 1862 vergrößerten Spitzbogenfenstern sichtbar. Der polygonale spätgotische Hauptchor wird von unterschiedlich tiefen gerade schließenden Nebenchören flankiert, der Hauptchor hat zweifach abgesetzte übergiebelte Strebepfeiler.

## Ausstattung
Die Einrichtung ist weitgehend neugotisch aus dem dritten Drittel des 19. Jahrhunderts.
Den Hochaltar als dreiteiliges Baldachinretabel schuf Engelbert Westreicher 1867, der Altar zeigt das Relief Apostelabschied zwischen den Statuen einer weiblichen Heiligen und dem hl. Judas Thaddäus.
Den Seitenaltar (1872), den Herz-Jesu-Altar mit Kanontafeln (1883) und die Kanzel (1883) schuf ebenfalls Engelbert Westreicher.
Der Kreuzweg in der Art von Josef Führich entstand 1863.
Die Orgel baute Simon Hötzel (Hölzl) 1850.